# Rosendo Matienzo Cintrón
Rosendo Matienzo Cintrón (22 de abril de 1855 — 13 de dezembro de 1913) foi um advogado e político porto-riquenho, membro da Câmara dos Representantes [de Porto Rico]. Seus ideais e convicções o levou a se formar em literatura e direito. Favoreceu a autonomia porto-riquenha quando Porto Rico era colônia espanhola. Após a Guerra Hispano-Americana, quando a ilha foi cedida aos Estados Unidos, defendia soberania de Porto Rico. Anos mais tarde, Matienzo Cintrón apoiou a independência de Porto Rico.

## Primeiros anos
Matienzo Cintrón nasceu na cidade de Luquillo, Porto Rico, onde obteve os estudos primários e secundários. Foi morar na Espanha para continuar seus estudos na Universidade de Barcelona, se formando em Direito, em 1875. Sua filha, Carlota Matienzo Román, nasceu em 1881 em Barcelona. Após seu retorno a Porto Rico com sua esposa e filhinha, se mudou para a cidade de Mayagüez e estabeleceu seu escritório de advocacia.

## Carreira política
No mês de novembro de 1885 Matienzo Cintrón foi acusado pelo governo colonial de ser pedreiro-livre, que era ilegal, como era oposto por parte do estado da Igreja Católica. Ele foi rapidamente preso. Após sua libertação, se candidatou ao cargo de representante provisório do distrito de Mayagüez e foi eleito.
Em 1887, Matienzo Cintrón esteve presente na Reunião dos Autonomistas no teatro La Perla, na cidade de Ponce. Durante o comício, Luis Muñoz Rivera propôs fundar o Partido Autonomista de Porto Rico. Matienzo Cintrón apoiou a proposta e se tornou uma das figuras mais proeminentes do partido.
Desde o início, Matienzo Cintrón tinha algumas diferenças com Muñoz Rivera. No começo, era contra a sugestão de Muñoz Rivera do partido deles fazer acordo com o Partido Liberal Fusionista [da Espanha], liderado por Práxedes Mateo Sagasta. Mais tarde, veio a concordar que tal acordo seria a favor deles. Matienzo Cintrón foi nomeado para a comissão que, junto com Luis Muñoz Rivera, José Gómez Brioso e Federico Degetau, viajou a Espanha para oficializar o acordo com o Partido Liberal Fusionista.
No dia 12 de fevereiro de 1897, o Partido Autonomista [de Porto Rico] realizou um comício em San Juan, onde foram aprovadas novas sugestões ao acordo feito por Matienzo Cintrón. Ele aconselhou de mudar o nome do Partido Autonomista como Partido Liberal Fusionista. Um grupo de membros, sob a direção de José Celso Barbosa, não concordou com alguns dos novos estatutos, e, consequentemente, o partido é dividido em dois facções.
Em 1898, os Estados Unidos declaram guerra contra a Espanha, no que ficou conhecido como a Guerra Hispano-Americana. As forças dos Estados Unidos, sob o comando do major-general Nelson A. Miles, invadiram Porto Rico através da cidade de Guánica, em uma operação militar conhecida como a Campanha de Porto Rico. Miles e seus soldados foram saudados com banquetes por uma comissão chefiada pelo Matienzo Cintrón. Miles nomeou Matienzo Cintrón como presidente da Audiência de Ponce, cargo que ocupou até 1899.

## Partido Republicano de Porto Rico
Em 4 e julho de 1899, Barbosa fundou o Partido Republicano de Porto Rico e Matienzo Cintrón passou a integrar o partido. Apesar de pertencer ao conselho executivo do partido, Cintrón ainda tinha diferenças pessoais com Barbosa. Ele deixou o partido.
Junto com Luis Muñoz Rivera (que voltara do autoexílio em Nova Iorque), Antonio R. Barceló, Eduardo Georgetti e José de Diego, fundou o Partido União [de Porto Rico]. A ideologia política deles foi baseada na revogação da Lei Foraker, e a valorização da autonomia porto-riquenha, como um caminho para a total independência.
Em 5 de junho de 1900, o presidente William McKinley nomeou Matienzo Cintrón, junto com José Celso Barbosa, José de Diego, Manuel Camuñas e Andrés Crosas secretário executivo do gabinete, sob nomeado governador dos Estados Unidos, Charles H. Allen, que ocupou o cargo de governador de Porto Rico em 1900, sendo o primeiro governador civil daquele país. O Gabinete Executivo também incluiu membros norte-americanos.

## Anos depois
Em 1904, Matienzo Cintrón foi eleito para a Câmara dos Representantes de Porto Rico do distrito de Humacao. Em 1906 e 1908, foi eleito para representar o distrito de Mayagüez. Serviu como presidente da Câmara entre 1905 e 1906.
Em 1912, Matienzo Cintrón se convenceu de que o partido não estava fazendo o suficiente para promover a independência de Porto Rico. Ele saiu para organizar um outro partido, o Partido da Independência (Partido de la Independencia). Em 8 de fevereiro de 1912, juntamente com Luis Lloréns Torres, Manuel Zeno Gandía e outros, escreveu um manifesto exigindo a independência de Porto Rico aos Estados Unidos.
O Partido da Independência, que também incluía Eugenio Benítez Castaño e Pedro Franceschi como membros fundadores, foi o primeiro partido da história de Porto Rico a estabelecer uma demanda absoluta e inegociável pela independência da ilha. Desta forma, o Partido da Independência criou precedentes para futuras organizações com ideologias semelhantes.

## Legado
Matienzo Cintrón morreu no dia 13 de dezembro de 1913, em sua cidade natal, Luquillo. O governo porto-riquenho honrou sua memória nomeando uma escola primária na cidade de Sabana Grande, e uma praça em Luquillo, em sua homenagem.